# بهرام بيغي العليا سمندي (باتاوة)
بهرام بيغي العليا سمندي (بالفارسية: بهرام بیگی علیا سمندی) هي قرية تقع في إيران في قسم باتاوة الريفي. يقدر عدد سكانها بـ 921 نسمة .